# غريغ دانيلز
غريغ دانيّلز (بالإنجليزية: Greg Daniels)‏ هو كاتب سيناريو أمريكي، ولد في 13 يونيو 1963 في ويست هوليوود في الولايات المتحدة.

## وصلات خارجية
- غريغ دانيلز على موقع IMDb (الإنجليزية)
- غريغ دانيلز على موقع قاعدة بيانات الفيلم (الإنجليزية)